# Inbördeskriget i Nepal
Inbördeskriget i Nepal (även kallat Folkets krig av maoisterna) var en väpnad konflikt mellan regeringsstyrkor och Maoister i Nepal som varade mellan 1996 och 2006. Kriget startades av Nepals maoist-kommunistiska parti den 13 februari 1996, med målet att störta monarkin och utropa en så kallad "folkrepublik". Det hela slutade med avtalet "Comprehensive Peace Accord", som undertecknades den 21 november 2006.

### Fotnoter
1. ↑  Interview with Prachanda